# Istrian Spring Trophy 2018
La 58e édition de l'Istrian Spring Trophy a lieu du 8 au 11 mars 2018. La course fait partie du calendrier UCI Europe Tour 2018 en catégorie 2.2.

## Présentation

### Équipes
Classé en catégorie 2.2 de l'UCI Europe Tour, l'Istrian Spring Trophy est par conséquent ouvert aux équipes continentales professionnelles croates, ainsi qu'à un maximum de deux étrangères, aux équipes continentales, aux équipes nationales et aux équipes régionales et de clubs.
Vingt-neuf équipes participent à cet Istrian Spring Trophy - dix-sept équipes continentales, onze équipes régionales et de clubs et une équipe nationale :
| Équipes continentales (17)- Adria Mobil - Elkov-Author - My Bike-Stevens - AGO-Aqua Service - Coop - Development Team Sunweb - Felbermayr Simplon Wels - JLT Condor - Ljubljana Gusto Xaurum - LKT Team Brandenburg - Meridiana Kamen - ONE Pro Cycling - Pannon - Tirol Cycling Team - Virtu Cycling - Vorarlberg-Santic - WSA-Pushbikers Équipe nationale- États-Unis espoirs Équipe amateur- Topforex-Lapierre Équipes régionales et de clubs (10)- TJ Favorit Brno - KK Grega Bole Bled - Herrmann Radteam - Israel Cycling Academy U23 - KED-Stevens Radteam Berlin - Kolesarski klub Kranj - mebloJOGI Pro-concrete - P&S Team Thüringen - CK Příbram Fany Gastro - Veloclub Ratisbona |
| |

## Étapes
| Étape     | Date    | Villes étapes   | type            | Distance (km) | Vainqueur d'étape | Leader du classement général |
| --------- | ------- | --------------- | --------------- | ------------- | ----------------- | ---------------------------- |
| Prologue  | 8 mars  | Umag – Umag     | prologue        | 2             | Nils Eekhoff      | Nils Eekhoff                 |
| 1re étape | 9 mars  | Poreč – Labin   | étape vallonnée | 161           | Kasper Asgreen    | Kasper Asgreen               |
| 2e étape  | 10 mars | Vrsar – Oprtalj | étape vallonnée | 161           | Marc Hirschi      | Krister Hagen                |
| 3e étape  | 11 mars | Pazin – Umag    | étape vallonnée | 156           | Emīls Liepiņš     | Krister Hagen                |

## Déroulement de la course

### Prologue
| \| Classement de l'étape \| Classement de l'étape \| Classement de l'étape \| Classement de l'étape \| Classement de l'étape \| \| Coureur \| Coureur \| Pays \| Équipe \| Temps \| \| --------------------- \| ---------------------- \| --------------------- \| ----------------------- \| --------------------- \| \| 1er \| Nils Eekhoff \| Pays-Bas \| Development Team Sunweb \| 2 min 05 s \| \| 2e \| Robert-Jon McCarthy \| Irlande \| JLT Condor \| + 0 s \| \| 3e \| Alexander Kamp \| Danemark \| Virtu Cycling \| + 1 s \| \| 4e \| Filippo Fortin \| Italie \| Felbermayr Simplon Wels \| + 1 s \| \| 5e \| Dušan Rajović \| Serbie \| Adria Mobil \| + 1 s \| \| 6e \| Josef Černý \| Tchéquie \| Elkov-Author \| + 2 s \| \| 7e \| Daniel Auer \| Autriche \| WSA-Pushbikers \| + 2 s \| \| 8e \| Tom Wirtgen \| Luxembourg \| AGO-Aqua Service \| + 2 s \| \| 9e \| Asbjørn Kragh Andersen \| Danemark \| Virtu Cycling \| + 2 s \| \| 10e \| Jan Bárta \| Tchéquie \| Elkov-Author \| + 3 s \| |                        |            |                         |            |
| |                        |            |                         |            |
| |                        |            |                         |            |
| Classement de l'étape |                        |            |                         |            |
| Coureur | Coureur                | Pays       | Équipe                  | Temps      |
| 1er | Nils Eekhoff           | Pays-Bas   | Development Team Sunweb | 2 min 05 s |
| 2e | Robert-Jon McCarthy    | Irlande    | JLT Condor              | + 0 s      |
| 3e | Alexander Kamp         | Danemark   | Virtu Cycling           | + 1 s      |
| 4e | Filippo Fortin         | Italie     | Felbermayr Simplon Wels | + 1 s      |
| 5e | Dušan Rajović          | Serbie     | Adria Mobil             | + 1 s      |
| 6e | Josef Černý            | Tchéquie   | Elkov-Author            | + 2 s      |
| 7e | Daniel Auer            | Autriche   | WSA-Pushbikers          | + 2 s      |
| 8e | Tom Wirtgen            | Luxembourg | AGO-Aqua Service        | + 2 s      |
| 9e | Asbjørn Kragh Andersen | Danemark   | Virtu Cycling           | + 2 s      |
| 10e | Jan Bárta              | Tchéquie   | Elkov-Author            | + 3 s      |

| \| Classement général \| Classement général \| Classement général \| Classement général \| Classement général \| \| Coureur \| Coureur \| Pays \| Équipe \| Temps \| \| ------------------ \| ---------------------- \| ------------------ \| ----------------------- \| ------------------ \| \| 1er \| Nils Eekhoff \| Pays-Bas \| Development Team Sunweb \| 2 min 05 s \| \| 2e \| Robert-Jon McCarthy \| Irlande \| JLT Condor \| + 0 s \| \| 3e \| Alexander Kamp \| Danemark \| Virtu Cycling \| + 1 s \| \| 4e \| Filippo Fortin \| Italie \| Felbermayr Simplon Wels \| + 1 s \| \| 5e \| Dušan Rajović \| Serbie \| Adria Mobil \| + 1 s \| \| 6e \| Josef Černý \| Tchéquie \| Elkov-Author \| + 2 s \| \| 7e \| Daniel Auer \| Autriche \| WSA-Pushbikers \| + 2 s \| \| 8e \| Tom Wirtgen \| Luxembourg \| AGO-Aqua Service \| + 2 s \| \| 9e \| Asbjørn Kragh Andersen \| Danemark \| Virtu Cycling \| + 2 s \| \| 10e \| Jan Bárta \| Tchéquie \| Elkov-Author \| + 3 s \| |                        |            |                         |            |
| |                        |            |                         |            |
| |                        |            |                         |            |
| Classement général |                        |            |                         |            |
| Coureur | Coureur                | Pays       | Équipe                  | Temps      |
| 1er | Nils Eekhoff           | Pays-Bas   | Development Team Sunweb | 2 min 05 s |
| 2e | Robert-Jon McCarthy    | Irlande    | JLT Condor              | + 0 s      |
| 3e | Alexander Kamp         | Danemark   | Virtu Cycling           | + 1 s      |
| 4e | Filippo Fortin         | Italie     | Felbermayr Simplon Wels | + 1 s      |
| 5e | Dušan Rajović          | Serbie     | Adria Mobil             | + 1 s      |
| 6e | Josef Černý            | Tchéquie   | Elkov-Author            | + 2 s      |
| 7e | Daniel Auer            | Autriche   | WSA-Pushbikers          | + 2 s      |
| 8e | Tom Wirtgen            | Luxembourg | AGO-Aqua Service        | + 2 s      |
| 9e | Asbjørn Kragh Andersen | Danemark   | Virtu Cycling           | + 2 s      |
| 10e | Jan Bárta              | Tchéquie   | Elkov-Author            | + 3 s      |

### 1reétape
| \| Classement de l'étape \| Classement de l'étape \| Classement de l'étape \| Classement de l'étape \| Classement de l'étape \| \| Coureur \| Coureur \| Pays \| Équipe \| Temps \| \| --------------------- \| --------------------- \| --------------------- \| ----------------------- \| --------------------- \| \| 1er \| Kasper Asgreen \| Danemark \| Virtu Cycling \| 3 h 39 min 51 s \| \| 2e \| Krister Hagen \| Norvège \| Team Coop \| + 0 s \| \| 3e \| Mikkel Honoré \| Danemark \| Virtu Cycling \| + 0 s \| \| 4e \| Matej Mugerli \| Slovénie \| My Bike-Stevens \| + 2 s \| \| 5e \| Attila Valter \| Hongrie \| Pannon \| + 4 s \| \| 6e \| Josip Rumac \| Croatie \| Meridiana Kamen \| + 4 s \| \| 7e \| Tadej Pogačar \| Slovénie \| Ljubljana Gusto Xaurum \| + 4 s \| \| 8e \| Jiří Polnický \| Tchéquie \| Elkov-Author \| + 4 s \| \| 9e \| Rok Korošec \| Slovénie \| My Bike-Stevens \| + 4 s \| \| 10e \| Markus Eibegger \| Autriche \| Felbermayr Simplon Wels \| + 4 s \| |                 |          |                         |                 |
| |                 |          |                         |                 |
| |                 |          |                         |                 |
| Classement de l'étape |                 |          |                         |                 |
| Coureur | Coureur         | Pays     | Équipe                  | Temps           |
| 1er | Kasper Asgreen  | Danemark | Virtu Cycling           | 3 h 39 min 51 s |
| 2e | Krister Hagen   | Norvège  | Team Coop               | + 0 s           |
| 3e | Mikkel Honoré   | Danemark | Virtu Cycling           | + 0 s           |
| 4e | Matej Mugerli   | Slovénie | My Bike-Stevens         | + 2 s           |
| 5e | Attila Valter   | Hongrie  | Pannon                  | + 4 s           |
| 6e | Josip Rumac     | Croatie  | Meridiana Kamen         | + 4 s           |
| 7e | Tadej Pogačar   | Slovénie | Ljubljana Gusto Xaurum  | + 4 s           |
| 8e | Jiří Polnický   | Tchéquie | Elkov-Author            | + 4 s           |
| 9e | Rok Korošec     | Slovénie | My Bike-Stevens         | + 4 s           |
| 10e | Markus Eibegger | Autriche | Felbermayr Simplon Wels | + 4 s           |

| \| Classement général \| Classement général \| Classement général \| Classement général \| Classement général \| \| Coureur \| Coureur \| Pays \| Équipe \| Temps \| \| ------------------ \| ------------------ \| ------------------ \| ----------------------- \| ------------------ \| \| 1er \| Kasper Asgreen \| Danemark \| Virtu Cycling \| 3 h 41 min 51 s \| \| 2e \| Krister Hagen \| Norvège \| Team Coop \| + 2 s \| \| 3e \| Mikkel Honoré \| Danemark \| Virtu Cycling \| + 6 s \| \| 4e \| Rok Korošec \| Slovénie \| My Bike-Stevens \| + 14 s \| \| 5e \| Tadej Pogačar \| Slovénie \| Ljubljana Gusto Xaurum \| + 15 s \| \| 6e \| Josip Rumac \| Croatie \| Meridiana Kamen \| + 16 s \| \| 7e \| Jiří Polnický \| Tchéquie \| Elkov-Author \| + 17 s \| \| 8e \| Matej Mugerli \| Slovénie \| My Bike-Stevens \| + 17 s \| \| 9e \| Markus Eibegger \| Autriche \| Felbermayr Simplon Wels \| + 18 s \| \| 10e \| Attila Valter \| Hongrie \| Pannon \| + 18 s \| |                 |          |                         |                 |
| |                 |          |                         |                 |
| |                 |          |                         |                 |
| Classement général |                 |          |                         |                 |
| Coureur | Coureur         | Pays     | Équipe                  | Temps           |
| 1er | Kasper Asgreen  | Danemark | Virtu Cycling           | 3 h 41 min 51 s |
| 2e | Krister Hagen   | Norvège  | Team Coop               | + 2 s           |
| 3e | Mikkel Honoré   | Danemark | Virtu Cycling           | + 6 s           |
| 4e | Rok Korošec     | Slovénie | My Bike-Stevens         | + 14 s          |
| 5e | Tadej Pogačar   | Slovénie | Ljubljana Gusto Xaurum  | + 15 s          |
| 6e | Josip Rumac     | Croatie  | Meridiana Kamen         | + 16 s          |
| 7e | Jiří Polnický   | Tchéquie | Elkov-Author            | + 17 s          |
| 8e | Matej Mugerli   | Slovénie | My Bike-Stevens         | + 17 s          |
| 9e | Markus Eibegger | Autriche | Felbermayr Simplon Wels | + 18 s          |
| 10e | Attila Valter   | Hongrie  | Pannon                  | + 18 s          |

### 2eétape
| \| Classement de l'étape \| Classement de l'étape \| Classement de l'étape \| Classement de l'étape \| Classement de l'étape \| \| Coureur \| Coureur \| Pays \| Équipe \| Temps \| \| --------------------- \| --------------------- \| --------------------- \| ----------------------- \| --------------------- \| \| 1er \| Marc Hirschi \| Suisse \| Development Team Sunweb \| 3 h 45 min 36 s \| \| 2e \| Tadej Pogačar \| Slovénie \| Ljubljana Gusto Xaurum \| + 0 s \| \| 3e \| Krister Hagen \| Norvège \| Team Coop \| + 1 s \| \| 4e \| James Oram \| Nouvelle-Zélande \| ONE Pro Cycling \| + 3 s \| \| 5e \| Kasper Asgreen \| Danemark \| Virtu Cycling \| + 3 s \| \| 6e \| Marko Pavlič \| Slovénie \| \| + 3 s \| \| 7e \| Sean Bennett \| États-Unis \| États-Unis espoirs \| + 3 s \| \| 8e \| William Barta \| États-Unis \| États-Unis espoirs \| + 5 s \| \| 9e \| Stephan Rabitsch \| Autriche \| Felbermayr Simplon Wels \| + 5 s \| \| 10e \| Radoslav Rogina \| Croatie \| Adria Mobil \| + 5 s \| |                  |                  |                         |                 |
| |                  |                  |                         |                 |
| |                  |                  |                         |                 |
| Classement de l'étape |                  |                  |                         |                 |
| Coureur | Coureur          | Pays             | Équipe                  | Temps           |
| 1er | Marc Hirschi     | Suisse           | Development Team Sunweb | 3 h 45 min 36 s |
| 2e | Tadej Pogačar    | Slovénie         | Ljubljana Gusto Xaurum  | + 0 s           |
| 3e | Krister Hagen    | Norvège          | Team Coop               | + 1 s           |
| 4e | James Oram       | Nouvelle-Zélande | ONE Pro Cycling         | + 3 s           |
| 5e | Kasper Asgreen   | Danemark         | Virtu Cycling           | + 3 s           |
| 6e | Marko Pavlič     | Slovénie         |                         | + 3 s           |
| 7e | Sean Bennett     | États-Unis       | États-Unis espoirs      | + 3 s           |
| 8e | William Barta    | États-Unis       | États-Unis espoirs      | + 5 s           |
| 9e | Stephan Rabitsch | Autriche         | Felbermayr Simplon Wels | + 5 s           |
| 10e | Radoslav Rogina  | Croatie          | Adria Mobil             | + 5 s           |

| \| Classement général \| Classement général \| Classement général \| Classement général \| Classement général \| \| Coureur \| Coureur \| Pays \| Équipe \| Temps \| \| ------------------ \| ------------------ \| ------------------ \| ----------------------- \| ------------------ \| \| 1er \| Krister Hagen \| Norvège \| Team Coop \| 7 h 27 min 26 s \| \| 2e \| Kasper Asgreen \| Danemark \| Virtu Cycling \| + 4 s \| \| 3e \| Tadej Pogačar \| Slovénie \| Ljubljana Gusto Xaurum \| + 10 s \| \| 4e \| Mikkel Honoré \| Danemark \| Virtu Cycling \| + 17 s \| \| 5e \| Marc Hirschi \| Suisse \| Development Team Sunweb \| + 17 s \| \| 6e \| Markus Eibegger \| Autriche \| Felbermayr Simplon Wels \| + 24 s \| \| 7e \| Radoslav Rogina \| Croatie \| Adria Mobil \| + 26 s \| \| 8e \| Sean Bennett \| États-Unis \| États-Unis espoirs \| + 27 s \| \| 9e \| Stephan Rabitsch \| Autriche \| Felbermayr Simplon Wels \| + 27 s \| \| 10e \| Jiří Polnický \| Tchéquie \| Elkov-Author \| + 28 s \| |                  |            |                         |                 |
| |                  |            |                         |                 |
| |                  |            |                         |                 |
| Classement général |                  |            |                         |                 |
| Coureur | Coureur          | Pays       | Équipe                  | Temps           |
| 1er | Krister Hagen    | Norvège    | Team Coop               | 7 h 27 min 26 s |
| 2e | Kasper Asgreen   | Danemark   | Virtu Cycling           | + 4 s           |
| 3e | Tadej Pogačar    | Slovénie   | Ljubljana Gusto Xaurum  | + 10 s          |
| 4e | Mikkel Honoré    | Danemark   | Virtu Cycling           | + 17 s          |
| 5e | Marc Hirschi     | Suisse     | Development Team Sunweb | + 17 s          |
| 6e | Markus Eibegger  | Autriche   | Felbermayr Simplon Wels | + 24 s          |
| 7e | Radoslav Rogina  | Croatie    | Adria Mobil             | + 26 s          |
| 8e | Sean Bennett     | États-Unis | États-Unis espoirs      | + 27 s          |
| 9e | Stephan Rabitsch | Autriche   | Felbermayr Simplon Wels | + 27 s          |
| 10e | Jiří Polnický    | Tchéquie   | Elkov-Author            | + 28 s          |

### 3eétape
| \| Classement de l'étape \| Classement de l'étape \| Classement de l'étape \| Classement de l'étape \| Classement de l'étape \| \| Coureur \| Coureur \| Pays \| Équipe \| Temps \| \| --------------------- \| --------------------- \| --------------------- \| ----------------------- \| --------------------- \| \| 1er \| Emīls Liepiņš \| Lettonie \| ONE Pro Cycling \| 3 h 39 min 50 s \| \| 2e \| Filippo Fortin \| Italie \| Felbermayr Simplon Wels \| + 0 s \| \| 3e \| Max Kanter \| Allemagne \| Development Team Sunweb \| + 0 s \| \| 4e \| Nils Eekhoff \| Pays-Bas \| Development Team Sunweb \| + 0 s \| \| 5e \| Rok Korošec \| Slovénie \| My Bike-Stevens \| + 0 s \| \| 6e \| Krister Hagen \| Norvège \| Team Coop \| + 0 s \| \| 7e \| Daniel Auer \| Autriche \| WSA-Pushbikers \| + 0 s \| \| 8e \| Tadej Pogačar \| Slovénie \| Ljubljana Gusto Xaurum \| + 0 s \| \| 9e \| Lionel Taminiaux \| Belgique \| AGO-Aqua Service \| + 0 s \| \| 10e \| Joeri Stallaert \| Belgique \| Team Vorarlberg-Santic \| + 0 s \| |                  |           |                         |                 |
| |                  |           |                         |                 |
| |                  |           |                         |                 |
| Classement de l'étape |                  |           |                         |                 |
| Coureur | Coureur          | Pays      | Équipe                  | Temps           |
| 1er | Emīls Liepiņš    | Lettonie  | ONE Pro Cycling         | 3 h 39 min 50 s |
| 2e | Filippo Fortin   | Italie    | Felbermayr Simplon Wels | + 0 s           |
| 3e | Max Kanter       | Allemagne | Development Team Sunweb | + 0 s           |
| 4e | Nils Eekhoff     | Pays-Bas  | Development Team Sunweb | + 0 s           |
| 5e | Rok Korošec      | Slovénie  | My Bike-Stevens         | + 0 s           |
| 6e | Krister Hagen    | Norvège   | Team Coop               | + 0 s           |
| 7e | Daniel Auer      | Autriche  | WSA-Pushbikers          | + 0 s           |
| 8e | Tadej Pogačar    | Slovénie  | Ljubljana Gusto Xaurum  | + 0 s           |
| 9e | Lionel Taminiaux | Belgique  | AGO-Aqua Service        | + 0 s           |
| 10e | Joeri Stallaert  | Belgique  | Team Vorarlberg-Santic  | + 0 s           |

## Classements finals

### Classement général final
| \| Classement général \| Classement général \| Classement général \| Classement général \| Classement général \| \| Coureur \| Coureur \| Pays \| Équipe \| Temps \| \| ------------------ \| ------------------ \| ------------------ \| ----------------------- \| ------------------ \| \| 1er \| Krister Hagen \| Norvège \| Team Coop \| 11 h 07 min 16 s \| \| 2e \| Kasper Asgreen \| Danemark \| Virtu Cycling \| + 4 s \| \| 3e \| Tadej Pogačar \| Slovénie \| Ljubljana Gusto Xaurum \| + 10 s \| \| 4e \| Mikkel Honoré \| Danemark \| Virtu Cycling \| + 17 s \| \| 5e \| Marc Hirschi \| Suisse \| Development Team Sunweb \| + 17 s \| \| 6e \| Markus Eibegger \| Autriche \| Felbermayr Simplon Wels \| + 24 s \| \| 7e \| Radoslav Rogina \| Croatie \| Adria Mobil \| + 26 s \| \| 8e \| Sean Bennett \| États-Unis \| États-Unis espoirs \| + 27 s \| \| 9e \| Stephan Rabitsch \| Autriche \| Felbermayr Simplon Wels \| + 27 s \| \| 10e \| Jiří Polnický \| Tchéquie \| Elkov-Author \| + 28 s \| |                  |            |                         |                  |
| |                  |            |                         |                  |
| Source : ProCyclingStats |                  |            |                         |                  |
| Classement général |                  |            |                         |                  |
| Coureur | Coureur          | Pays       | Équipe                  | Temps            |
| 1er | Krister Hagen    | Norvège    | Team Coop               | 11 h 07 min 16 s |
| 2e | Kasper Asgreen   | Danemark   | Virtu Cycling           | + 4 s            |
| 3e | Tadej Pogačar    | Slovénie   | Ljubljana Gusto Xaurum  | + 10 s           |
| 4e | Mikkel Honoré    | Danemark   | Virtu Cycling           | + 17 s           |
| 5e | Marc Hirschi     | Suisse     | Development Team Sunweb | + 17 s           |
| 6e | Markus Eibegger  | Autriche   | Felbermayr Simplon Wels | + 24 s           |
| 7e | Radoslav Rogina  | Croatie    | Adria Mobil             | + 26 s           |
| 8e | Sean Bennett     | États-Unis | États-Unis espoirs      | + 27 s           |
| 9e | Stephan Rabitsch | Autriche   | Felbermayr Simplon Wels | + 27 s           |
| 10e | Jiří Polnický    | Tchéquie   | Elkov-Author            | + 28 s           |

### UCI Europe Tour
La course attribue aux coureurs le même nombre des points pour l'UCI Europe Tour 2018 et le Classement mondial UCI.
| Position           | 1er | 2e | 3e | 4e | 5e | 6e | 7e | 8e à 10e |
| Classement général | 40  | 30 | 25 | 20 | 15 | 10 | 5  | 3        |
| Par étape          | 7   | 3  | 1  |    |    |    |    |          |
| Leader, par étape  | 1   |    |    |    |    |    |    |          |